# Piplya Mandi
Piplya Mandi è una suddivisione dell'India, classificata come nagar panchayat, di 13.703 abitanti, situata nel distretto di Mandsaur, nello stato federato del Madhya Pradesh. In base al numero di abitanti la città rientra nella classe IV (da 10.000 a 19.999 persone).

## Geografia fisica
La città è situata a 24° 13' 13 N e 75° 00' 31 E.

## Società

### Evoluzione demografica
Al censimento del 2001 la popolazione di Piplya Mandi assommava a 13.703 persone, delle quali 7.000 maschi e 6.703 femmine. I bambini di età inferiore o uguale ai sei anni assommavano a 2.001, dei quali 1.032 maschi e 969 femmine. Infine, coloro che erano in grado di saper almeno leggere e scrivere erano 9.579, dei quali 5.493 maschi e 4.086 femmine.